# Пам'ятник Степанові Бандері (Бучач)
Пам'ятник Степанові Бандері — погруддя провідника ОУН Степана Бандери в місті Бучачі (Тернопільська область). Пам'ятка монументального мистецтва місцевого значення, охоронний номер 3135.

## Розташування
Розташований на вул. Степана Бандери у Південному масиві правобіч при в'їзді в місто з боку смт Золотий Потік біля Прокатедрального храму Благовіщення Пресвятої Богородиці, будівлі Бучацького ліцею та ЗОШ № 2.

## Опис
Вартість пам'ятника, постамента і виконаних робіт склала більше 250 тисяч гривень.

## Історія
Ідея встановлення пам'ятника в Бучачі належить місцевих осередкам КУНу та ОУН. Перші кроки в реалізації задуму зроблені влітку 2004 року. Рішення Бучацької міської ради про будівництво датоване 5 вересня 2003 року. Після цього був створений оргкомітет (перший голова — Ігор Герій), який почав активний збір коштів.
Спочатку відкриття планувалося приурочити до свята Покрови у 2004 році. Але зібрані на початках кошти голова оргкомітету використав не за призначенням, через що 26 травня 2006 року на засіданні оргкомітету переобрано голову. Ним став член Головного Проводу та заступник голови обласної організації КУН, депутат обласної ради Іван Панькуш. Оновлений склад оргкомітету відновив роботу зі збору коштів та встановлення пам'ятника.
У 2006 році забетоновано місце для пам'ятника і встановлено постамент. Придбано бронзове погруддя Степана Бандери.
Погруддя виготовили у Києві ще до 3 червня 2005. Відкритий 15 жовтня 2007 року. На відкриті були, зокрема, голова Тернопільської обласної ради Михайло Миколенко, представники обласної адміністрації, районні керівники та більше 1000 бучачан, гостей з Івано-Франківщини, Львівщини і Тернопільщини, Донецька.
Вулиця, на якій поставили пам'ятник Степанові Бандері, відтоді носить його ім'я.
У 2008 році оголошений пам'яткою монументального мистецтва місцевого значення.